# Borgenstierna
Borgenstierna är en svensk adelsätt med ursprung från Västergötland.
Gabriel Stjernberg från Västergötland  (1684–1748), son till Gabriel Eriksson Stiernberg (död 1734), var militär och tog avsked med majors titel 1719, och adlades Borgenstierna samma år av den regerande drottningen Ulrika Eleonora, samt introducerades nästpåföljande år 1720.
En medlem av ätten under 1900-talet var Gert Gabriel Meidell Borgenstierna, född 26 april 1911 i Stockholm, död 1 december 1989 i Karlstad. Gert Borgenstierna var teolog och biskop i Karlstads stift 1956-1976. Han var son till brandchef Carl-Gustaf Borgenstierna och Harriet Meidell samt gift 1937 med Marianne Jacobson, dotter till kapten Lennart Jacobson och Signe Holmer.